# Elias Diaz
Elias Diaz (Santiago de Chile, Chile, 19 de febrero de 1993), conocido simplemente como Elias Diaz  o Rusty, es un cantante, productor y compositor chileno. Caracterizado por un estilo romántico melancólico, comenzó su carrera profesional desde los 18 años en la escena pop urbana y reguetón, ganador de " Talento teleton Chile " , el cual recorrió todo Chile desde arica a Punta Arenas. Sus colaboraciones de mayor renombre son con  Big Yamo, C-Kan, MC Davo y Og Black. Sus canciones más populares son Dicen Por Ahí en colaboración con C-Kan. y Libertad con MC Davo.

## Carrera musical
Comenzó su carrera profesional a los 18 años (2011) en la escena pop urbana y reguetón. Luego de participar y ganar el concurso “talento Teletón " con más de dos mil participantes, recorre todo el país mostrando  su música , concurso que contó con la participación de María José Quintanilla , DJ Méndez y el grupo de teletón , finalmente gana el primer lugar del concurso y se presenta de Arica a punta Arenas . Luego de eso firmó con el sello discográfico Mastered Trax Latino en 2014. y en 2015 sacó su disco Mi Comienzo. participó con 3 canciones en los discos The Take Over, Vol. 2 (2016) y The Take Over, Vol. 3 (2018) del sello.
Participó en el festival de Guadalajara Urbano Fest en el año 2014 y 2015.

## Colaboraciones
- 2012 : Tengo Amor Para Dar (con Og Black)
- 2013: Donde Estés (con Melódico).
- 2013 : Piénsalo Bien (con Big Yamo)
- 2014: Esperé Tanto (con Melódico, Negro Sambo).
- 2014: No Mires Atrás (con Melódico, MC Stoner, Gerson).
- 2015: Poco A Poco (con Pacto Latino).
- 2015: Aquí Estaré (con Dub K).
- 2015: Libertad (con C-Kan y MC Davo).
- 2015: Dicen Por Ahí (con C-Kan).
- 2016: Let You Know (con Dub K).
- 2016: Si Lo Permites (Remix) (con Santa RM).
- 2016: Tocar El Sol (con Pipo Ti).
- 2016: Fumo Ganjah (con Pipo Ti, C-Kan)
- 2017: Irresistible ( Solista )
- 2017 : ahora me llama (con Álex D)
- 2018 : Morena (con Chumbeque)
- 2019 : Pa Que Aprenda ( Solista )
- 2019 : Despecho ( Solista )

## Discográfia

### Álbumes de estudio
- 2015: Mi comienzo,[7] Mastered Trax[8]

### Álbumes de varios artistas
- 2015: The Take Over, Vol. 1, Mastered Trax
- 2016: The Take Over, Vol. 2,[9] Mastered Trax
- 2019 : En proceso disco discográfico